# Bassoues
 Bassoues  es una población y comuna francesa, ubicada en la región de Mediodía-Pirineos, departamento de Gers, en el distrito de Mirande y cantón de Montesquiou.
Forma parte de la Via Tolosana del Camino de Santiago.

## Demografía
| 631 | 568 | 512 | 503 | 454 | 376 |
| Para los censos de 1962 a 1999 la población legal corresponde a la población sin duplicidades (Fuente: INSEE [Consultar]) |     |     |     |     |     |